# Show Boat (musical)
Show Boat è un musical in due atti composto da Jerome Kern su libretto (basato sul romanzo omonimo di Edna Ferber) e liriche di Oscar Hammerstein II. Un'eccezione è costituita dalla canzone Bill, che venne originariamente composta da Kern e da P. G. Wodehouse nel 1917 ma rielaborata da Hammerstein per Show Boat. Due altre canzoni non scritte da Kern e Hammerstein — Goodbye, My Lady Love di Joseph Howard e After the Ball di Charles K. Harris — vennero integrate nel musical, nella produzione statunitense.
La trama narra la vita di coloro che lavorarono sul Cotton Blossom, un'imbarcazione che navigò sul fiume Mississippi dal 1880 al 1927. L'argomento base della trama è imperniato sui pregiudizi razziali e sulla storia di un tragico amore.
Show Boat è largamente considerato uno dei lavori più influenti del teatro musicale statunitense. Primo dei musical americani, segna un determinante distacco dallo stereotipo dell'operetta degli anni 1890 e dalle "Follies" dei primi anni del XX secolo, così definite a Broadway. Secondo The Complete Book of Light Opera, "Giunge come un genere completamente nuovo – il musical si distingue facilmente dalla commedia musicale. Ora... il musical è il centro, e ogni altra cosa è subordinata ad esso. Qui... vi è una completa integrazione fra canzoni, umorismo, numeri musicali e di danza, in un'inestricabile entità artistica unitaria."
Show Boat è senz'altro il più frequentemente riprogrammato musical del suo tempo, non soltanto per le sue canzoni, ma anche per il suo libretto, molto ben scritto rispetto a quelli di opere più recenti e considerato ottimale per un musical del suo tempo. Il musical vinse sia il Tony Award (1995) che il Laurence Olivier Award (2008). Dei premi specifici per gli spettacoli di Broadway non esistevano nel 1927, ai tempi della prima rappresentazione dell'opera.

## Antefatto
Show Boat è tratto dal romanzo omonimo del 1926 di Edna Ferber. La Ferber trascorse diverse settimane nel James Adams Floating Palace Theater di Bath (Carolina del Nord), raccogliendo informazioni utili alla scrittura del romanzo a seguito della scomparsa di un fenomeno del sud degli Stati Uniti, come gli showboat. In poche settimane ella mise assieme quello che definì "un tesoro di materiale umano, toccante, vero". Jerome Kern rimase impressionato dal romanzo e pensò subito di trarne un'opera teatrale. Chiese al critico Alexander Woollcott di presentarlo alla signora Ferber nell'ottobre del 1926. Woollcott lo presentò alla Ferber la sera stessa durante l'intervallo della rappresentazione dell'ultimo lavoro di Kern, Criss Cross. La Ferber promise a Kern e al suo collaboratore Oscar Hammerstein II, i diritti musicali sul suo romanzo, e i due, dopo aver composto la maggior parte delle canzoni del primo atto, le presentarono al produttore Florenz Ziegfeld, consci che soltanto lui avrebbe potuto produrre un lavoro così complesso e spettacolare come quello che avevano in mente. Ziegfeld rimase favorevolmente impressionato della proposta e decise di produrre il musical, scrivendo in una lettera il giorno dopo, "Questa è la miglior commedia musicale che abbia avuto la fortuna di produrre; non vedo l'ora di metterla in scena, questo show è l'opportunità della mia vita..."Show Boat, con il suo genere drammatico, venne considerato una scelta inusuale per Ziegfeld, precedentemente noto per spettacoli leggeri come le riviste e le cosiddette Ziegfeld Follies.
Sebbene Ziegfeld anticipasse l'apertura del suo nuovo teatro sulla Sixth Avenue per Show Boat, la natura epica del lavoro richiese una gestazione molto lunga e molti cambiamenti in fase di scrittura. Ziegfeld, impaziente con Kern e Hammerstein e preoccupato per il tono serioso che loro usavano nel lavorare al progetto, decise di aprire il teatro nell'aprile del 1927 con Rio Rita, un'operetta. Quando Rio Rita si rivelò un successo, la prima di Show Boat venne dilazionata fino alla chiusura di Rio Rita.

## Trama
Nota: Non esiste una versione definitiva del libretto di Show Boat; piccole revisioni sono state apportate dai realizzatori di tutte le maggiori produzioni realizzate nel corso degli anni.
La storia investe un periodo di 47 anni, iniziando a bordo della showboat Cotton Blossom al suo arrivo al porto fluviale di Natchez (Mississippi). Il capitano Andy Hawks, armatore dello showboat, presenta tutti i suoi attori alla folla acclamante presente sulla banchina. Quasi immediatamente, scoppia una scazzottata fra Steve Baker, il capo comico, e Pete, un ingegnere grezzo, che stava facendo delle avance alla moglie di Steve Julie La Verne, la primadonna del gruppo. Steve stende Pete ed egli giura vendetta, probabilmente a conoscenza di qualche oscuro segreto su Julie. Il capitano Andy dice alla folla scioccata che la lotta era l'anteprima di una scena di uno dei melodrammi rappresentati sulla barca. La compagnia esce accompagnata dalla banda dello showboat.
Un affascinante giocatore del luogo, Gaylord Ravenal, appare con la diciottenne Magnolia Hawks, un'aspirante star e figlia del capitano Andy e di sua moglie Parthy Ann. Magnolia (conosciuta anche come Nolie) è infatuata di Ravenal (Make Believe). Ella chiede consiglio a Joe, uno dei lavoratori di bordo della barca. Egli le risponde che "ci sono tanti uomini come Ravenal sul fiume", e, appena Magnolia emozionata va sulla barca a dire alla sua amica Julie del bel straniero, Joe mormora fra se stesso che lei dovrebbe chiedere consiglio al fiume. Con gli altri lavoratori del fiume, che si uniscono a lui nel secondo coro, canta poi la nota canzone, Ol' Man River.
Magnolia trova Julie e le annuncia con gioia di essere innamorata. Julie, preoccupata per Magnolia, l'avverte che questo estraneo potrebbe essere soltanto "un uomo di fiume di nessun conto". Magnolia innocentemente le replica che se si rendesse conto che egli è un "poco di buono", smetterebbe di amarlo. Julie l'avverte che non è facile smettere di amare qualcuno, spiegandole che lei amerà Steve per sempre. Questo ricorda a Magnolia una canzone che Julie canta spesso, e Julie canta trasognatamente "Can't Help Lovin' Dat Man". Queenie entra e chiede sospettosa come mai Julie conosce quella canzone; dice Queenie di averla ascoltata soltanto da "cantanti di colore", ed è strano che Julie la conosca. Magnolia dichiara che Julie la canta molto spesso, e quando Queenie le chiede se può cantare la canzone interamente, Julie dice di sì.
Durante la prova dello spettacolo serale, Julie e Steve vengono avvertiti che lo sceriffo sta venendo ad arrestarli. Tutti rimangono scossi ad eccezione di Julie, e Steve prende un grande coltello da tasca e produce un taglio sul dorso della mano di Julie, succhiandone poi il sangue e ingoiandolo. Pete arriva con lo sceriffo che insiste affinché venga sospeso lo spettacolo, poiché Julie è una mulatta sposata ad un uomo bianco, e le leggi locali proibiscono il miscuglio fra le razze. Julie ammette di essere una mulatta. Steve, dichiara di poter essere considerato un mulatto anche lui dopo aver bevuto il sangue di Julie. Tutta la compagnia si schiera dalla sua parte, compreso il pilota della nave McClain, un amico di lunga data dello sceriffo. Lo sceriffo non se la sente di arrestare Julie e Steve, ma loro devono lasciare la città ad ogni costo. Pete viene impallinato dal capitano Andy. Mentre Julie e Steve si preparano ad andar via, Gaylord Ravenal ritorna e chiede un passaggio sulla barca; il suo gioco d'azzardo gli ha fatto perdere i soldi per il biglietto che aveva progettato di acquistare per lasciare la città. Osservando il bell'aspetto di Ravenal, Andy lo assume immediatamente come primo attore e dice, contro le obiezioni di Parthy, che Magnolia sarà la nuova prima attrice. Julie, piangendo, da l'addio a Magnolia e va via con Steve.
Alcune settimane dopo, Magnolia e Gaylord hanno ottenuto grande successo con le folle e si sono innamorati profondamente. Gaylord propone a Magnolia, e lei accetta, di sposarlo. I due si sposano mentre Parthy è fuori di città: lei non può fare nulla, nonostante la sua disapprovazione sulla persona di Gaylord.
Passano gli anni. Gaylord e Magnolia si sono trasferiti a Chicago con la loro figlia, Kim, e ora vivono con i soldi che Ravenal vince giocando d'azzardo. Dopo anni di alternanza fra ricchezza e povertà, dipendendo dalle vincite di Gaylord, si sono ridotti a vivere in una stamberga di legno dall'affitto abbordabile. Depresso e pieno di vergogna per la sua incapacità a provvedere alle necessità della sua famiglia, Gaylord lascia Magnolia. Frank ed Ellie, due attori della barca scelgono questo momento per farle visita. Questi vecchi amici cercano un lavoro, come cantante, per Magnolia al Trocadero, il locale dove loro stanno facendo lo show per il nuovo anno. Senza che Magnolia lo sappia, Julie, abbandonata da Steve è ora una cantante alcolizzata che lavora al Trocadero, un club. Durante un'audizione sente Magnolia che canta "Can't Help Lovin' Dat Man", la canzone che Julie le ha insegnato molti anni fa. Julie abbandona segretamente il suo posto per far sì che Magnolia possa ricoprirlo, e Magnolia non saprà mai del suo sacrificio.
A Capodanno, Andy, a Chicago con Parthy per una visita di sorpresa, finisce al Trocadero senza di lei. Lui non sa della presenza di Magnolia, e la vede emozionata, quasi senza fiato e fischiata dal pubblico. Si rivolge allora alla folla in sua difesa iniziando a cantare con lei la vecchia canzone "After the Ball". Magnolia diviene presto una grande stella del musical.
Sono trascorsi più di venti anni; ora è il 1927. Magnolia è divenuta una stella internazionale del palcoscenico e della radio. Il capitano Andy ha un'opportunità di incontrarsi con Ravenal, e, sapendo che Magnolia sta andando in pensione dal palcoscenico e sta ritornando al Cotton Blossom con Kim, organizza un incontro. Anche se Ravenal è incerto sull'avere il diritto di chiedere a Magnolia di riprenderlo con lei, ella si dice disponibile. Mentre l'anziana coppia passeggia felice sul ponte della barca, Joe e il coro cantano una ripresa della canzone "Ol' Man River".

## Numeri musicali celebri
Nei numeri musicali sono presenti:
- Make Believe resa nota da Irene Dunne ed Allan Jones nel film La canzone di Magnolia, da Martin e la Grayson nel film Nuvole passeggere, da Howard Keel con la Grayson nel film del 1951, da Deanna Durbin (nell'album In Memoriam), da Patrice Munsel e Robert Merrill nel 1956 nell'album Show Boat per la RCA, nel 1964 nell'album The Third Album (Barbra Streisand), da Peggy Lee nel suo album del 1977 Live in London e da Frederica von Stade e Jerry Hadley nel CD Show Boat del 1988 per la EMI;
- Ol' Man River resa nota da Paul Whiteman prima con Bing Crosby e Bix Beiderbecke che arriva prima in classifica e poi con Paul Robeson (Grammy Hall of Fame Award 2006) nel film La canzone di Magnolia, da Lawrence Tibbett nell'album De Glory Road (1931-1936) per la Naxos, da Frank Sinatra nel film Nuvole passeggere del 1946, da William Warfield nel film del 1951 e da Bruce Hubbard nel CD Show Boat del 1988 per la EMI. È stata eseguita in versione gospel da Keith Jarret a Tokyo nel 2002;
- Can't Help Lovin' Dat Man resa nota dalla Morgan anche nel film La canzone di Magnolia, da Lena Horne nel film Nuvole passeggere, da June Christy con Pete Rugolo (nell'album Cool Christy del 2002) nel 1945, da Annette Warren che canta per Ava Gardner nel film del 1951, da Gogi Grant che canta per Ann Blyth nel film Quando l'amore è romanzo dedicato alla Morgan del 1957, da Shirley Bassey nell'album Show Boat del 1959 per la EMI, da Margaret Whiting nell'album Margaret Whiting Sings the Jerome Kern Songbook del 1960, da Ella Fitzgerald nell'album Ella Fitzgerald Sings the Jerome Kern Songbook del 1963, da Teresa Stratas nel CD Show Boat del 1988 per la EMI e da Björk nell'album Gling-Gló del 1990.

## Produzioni
La prima assoluta è stata il 27 dicembre 1927 orchestrata da Robert Russell Bennett con Helen Morgan, Charles Winninger ed Edna May Oliver al Ziegfeld Theatre per il Broadway theatre e arriva a 572 recite ispirando la produzione di Mississipi (film) nel 1929, del film La canzone di Magnolia di James Whale nel 1936, del film Nuvole passeggere con Robert Walker, Kathryn Grayson, Tony Martin, Lena Horne e Virginia O'Brien nel 1946 e Show Boat (film 1951).
Il 3 maggio 1928 ebbe la prima al Drury Lane (teatro) di Londra e il 15 marzo del 1929 il successo della prima come Mississippi al Théâtre du Châtelet diretta da Maurice Lehmann.
Nel 1932 viene ripreso al Casino Theatre per Broadway con Paul Robeson e Dennis King (attore) arrivando a 180 recite.
Nel 1966 avviene la prima al Lincoln Center di New York con Barbara Cook.
Nel 1971 va in scena all'Adelphi Theatre di Londra e arriva a 909 recite.
Nel 2006 ha la prima alla Royal Albert Hall di Londra e nel 2008 in concerto alla Carnegie Hall di New York.
Nel 2012 va in scena all'Opera di Chicago.
Nel 2016 torna in scena a Londra, in una nuova produzione diretta da Daniel Evans e con Gina Beck nel ruolo di Magnolia.

## Discografia parziale
- Show Boat - Robert Merrill/Patrice Munsel/Risë Stevens, 1956 RCA
- Show Boat - John McGlinn/London Sinfonietta/Frederica von Stade/Jerry Hadley/Teresa Stratas/Bruce Hubbard/Karla Burns/David Garrison/Paige O'Hara/Robert Nichols/Nancy Kulp/Lillian Gish, 1988 EMI